# Pirapitinga
Pirapitinga (Piaractus brachypomus) är en fiskart som först beskrevs av Cuvier, 1818.  Pirapitinga ingår i släktet Piaractus och familjen Characidae. Inga underarter finns listade i Catalogue of Life.